# Siegieża

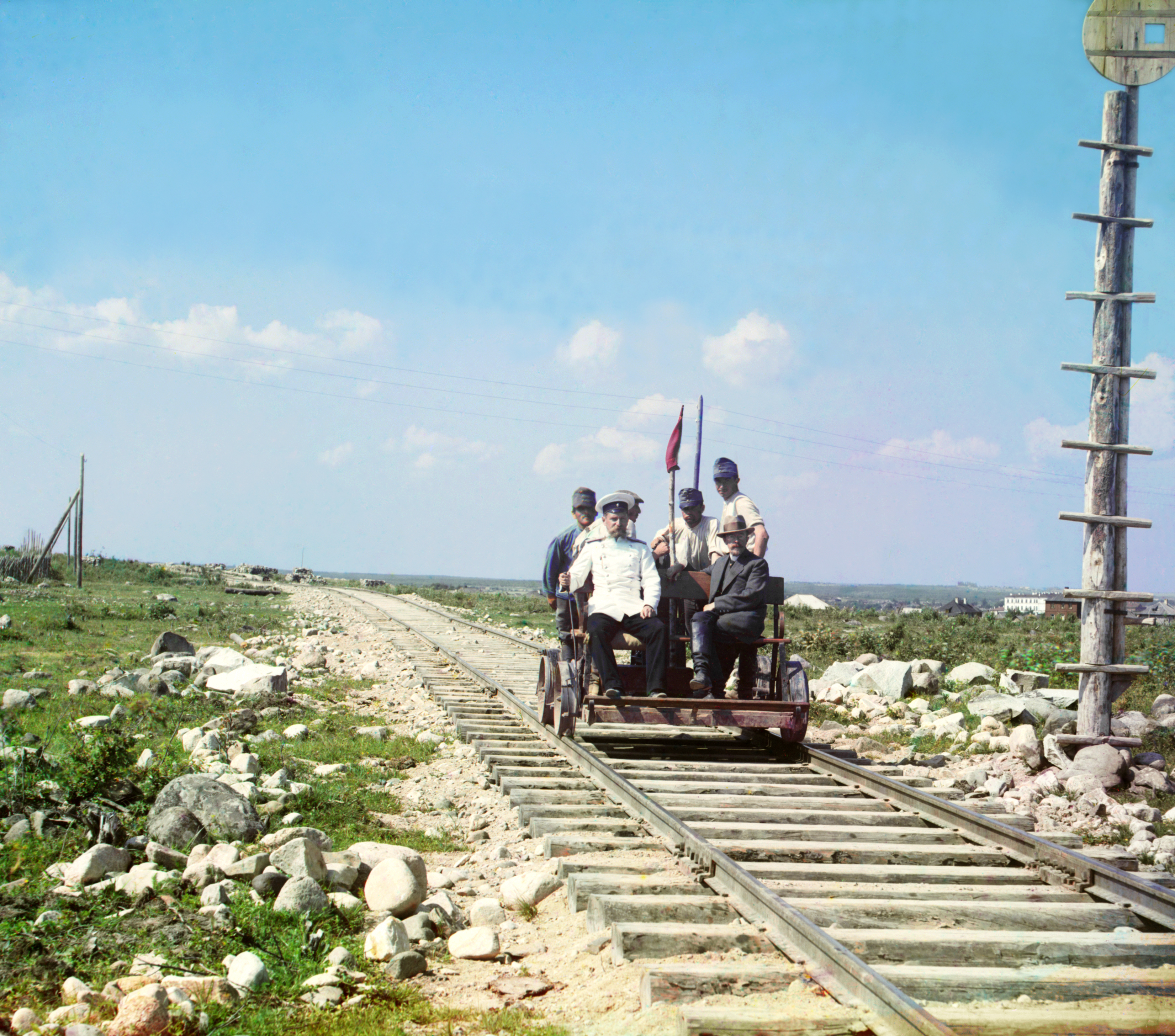
Drezyna na budowanej linii kolejowej Petersburg – Murmańsk, w rejonie dzisiejszego miasta

Siegieża (ros. Сегежа, fiń. Sekee) – miasto w północno-zachodniej Rosji (Republika Karelia), stolica i największe miasto rejonu siegieżskiego. Położone na rzece Siegieża i zachodnim brzegu jeziora Wygoziero.

## Ludność
W Siegieży zamieszkuje 32 074 osób (2010), głównie Rosjan. Liczba mieszkańców miasta w ciągu ostatnich kilkunastu lat szybko spada. Spowodowane jest to kryzysem gospodarczym i emigracją mieszkańców w poszukiwaniu pracy do większych ośrodków miejskich, głównie Petersburga. Przez ostatnie 17 lat populacja miasta zmniejszyła się o 1/7.
Zmiany liczby mieszkańców miasta:
| rok  | mieszkańcy |
| ---- | ---------- |
| 1959 | 19 700     |
| 1970 | 28 800     |
| 1979 | 36 400     |
| 1989 | 38 200     |
| 2002 | 34 214     |
| 2005 | 33 585     |
| 2010 | 32 074     |

Siegieża jest jedynym ośrodkiem na terenie rejonu siegieżskiego posiadającym prawa miejskie. Oprócz tego na obszarze tym leży nie posiadające statusu miasta duże osiedle typu miejskiego – Nadwojcy.

## Historia
Siegieża została założona w 1914 r., jako stacja kolejowa na linii Petersburg – Murmańsk.
Nazwa miasta została wzięta od nazwy pobliskiej rzeki Siegieży, która z kolei pochodzi od karelskiego słowa sees - jasny, czysty.
Rozwój osady nastąpił po 1939 r., kiedy to rozpoczęto budowę kombinatu celulozowo-papierniczego. Prawa miejskie od 1943.

## Gospodarka
Po rozpadzie Związku Radzieckiego gospodarka miasta znalazła się w stanie kryzysu. 
Podstawą gospodarki miasta jest przemysł drzewny i celulozowo-papierniczy. W Siegieży znajdują się także zakłady produkujące wyroby żelbetowe oraz mięsne, przetwarzające hodowany w rejonie drób. 
W miejscowości zlokalizowane są również inne niewielkie zakłady przemysłu spożywczego, zatrudniające zwykle po kilka-kilkanaście osób i produkujące na potrzeby lokalnego rynku.
Istotne znaczenie w gospodarce miasta odgrywają szeroko rozumiane usługi

## Transport
Miasto jest portem śródlądowym, położonym na Kanale Białomorsko-Bałtyckim, posiada także lotnisko. Przez Siegieżę przebiega kolej murmańska, prowadząca na północ do Murmańska, a na południe do Petersburga. Znajduje tu się na niej stacja kolejowa Siegieża.